# Leonard A. Patrick

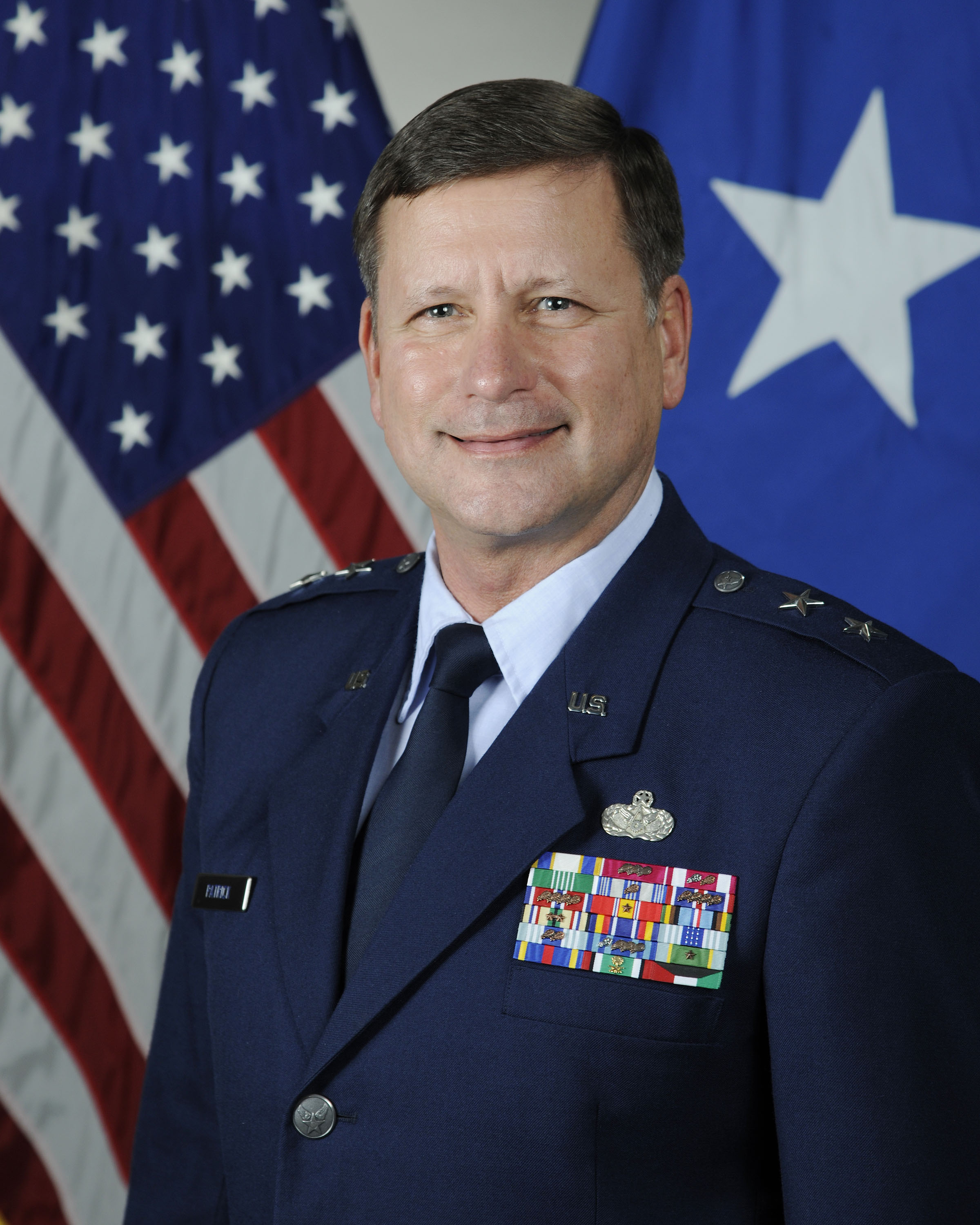
Leonard A. Patrick (2015)

Leonard A. Patrick (* um 1959) ist ein pensionierter Generalmajor der United States Air Force. Er war unter anderem Kommandeur der 2. Luftflotte.
Im Jahr 1981 absolvierte er die United States Air Force Academy in Colorado Springs. Nach seiner Graduation wurde er als Leutnant in das Offizierskorps der Air Force aufgenommen. In der Folge durchlief er alle Offiziersgrade vom Leutnant bis zum Zwei-Sterne-General.
Im Lauf seiner militärischen Karriere absolvierte er verschiedene Kurse und Schulungen. Dazu gehörten unter anderem die Squadron Officer School auf der Maxwell Air Force Base in Alabama sowie das Air Command and Staff College und das Air War College, ebenfalls auf der Maxwell AFB. Außerdem erhielt er akademische Grade von der Boston University und der University of Pennsylvania.
In seinen frühen Jahren als Offizier der Luftwaffe war er an verschiedenen Stützpunkten stationiert. Dabei war er vor allem in technischen Bereichen und als Stabsoffizier bei unterschiedlichen Einheiten tätig. Dazwischen absolvierte er die erwähnten Schulungen. Als Stabsoffizier war er unter anderem im Hauptquartier der Air Force tätig. Zwischen Juli 1985 und Juni 1989 war er auf der Ramstein Air Base in Deutschland stationiert. Dort leitete er unter anderem eine Unterabteilung im Stab des 401. Taktischen Geschwaders (401st Tactical Fighter Wing) (Chief, Program Control Branch).
Es folgte eine Versetzung nach Riad in Saudi-Arabien. Dort gehörte Patrick zwischen Juli 1989 und Juli 1991 der Logistics Support Group an. Diese unterstützte die saudischen Luftstreitkräfte. Während des Zweiten Golfkriegs war er an der logistischen Koordinierung der Einsätze der Verbündeten beteiligt. Nach seiner Rückkehr in die Vereinigten Staaten setzte er seine Offizierslaufbahn fort.
Zwischen Juli 1999 und Juli 2001 kommandierte er auf der Randolph Air Force Base in Texas die 12th Civil Engineer Squadron. Daran schloss sich sein bis zum Juni 2002 andauerndes Studium am Air War College an. Es folgte eine Versetzung zur Travis Air Force Base in Kalifornien, wo Leonard Patrick zwischen Juli 2002 und August 2004 die 60th Support Group bzw. ab September 2002 die 60th Mission Support Group kommandierte. Danach kehrte er zur Randolph AFB zurück, wo er zwischen August 2004 und Juli 2006 in verschiedenen Funktionen dem Stab des Air Education and Training Commands angehörte.
Seine nächste Mission führte Patrick auf die Scott Air Force Base in Illinois. Zwischen Juli 2006 und Januar 2008 bekleidete er dort das Amt des Director of Installations and Mission Support im Stab des Air Mobility Commands. Anschließend kommandierte er bis zum Juli 2009 auf der Lackland Air Force Base in Texas das 37. Ausbildungsgeschwader (37th Training Wing). Danach übernahm er auf der Joint Base San Antonio den Oberbefehl über das 502. Basisgeschwader (502nd Air Base Wing). Diese Aufgabe erfüllte er zwischen Juli 2009 und Juli 2011.
Am 21. Juli 2011 übernahm Leonard Patrick auf der Keesler Air Force Base in Mississippi als Nachfolger von Mary Kay Hertog das Kommando über die 2. Luftflotte. Dieses Amt bekleidete er bis zum 3. Juli 2014, als er von Mark Anthony Brown abgelöst wurde. Anschließend wurde er stellvertretender Kommandeur des Air Education and Training Commands. Dieses Amt hatte er bis zu seiner Pensionierung am 3. Juni 2016 inne.

## Daten der Beförderungen
| Abzeichen | Rang               | Jahr              |
| --------- | ------------------ | ----------------- |
|           | Second Lieutenant  | 27. Mai 1981      |
|           | First Lieutenant   | 27. Mai 1983      |
|           | Captain            | 27. Mai 1985      |
|           | Major              | 1. Mai 1993       |
|           | Lieutenant Colonel | 1. Dezember 1997  |
|           | Colonel            | 1. Juli 2002      |
|           | Brigadier General  | 25. Februar 2008  |
|           | Major General      | 2. September 2011 |

## Orden und Auszeichnungen
Leonard Patrick erhielt im Lauf seiner militärischen Laufbahn unter anderem folgende Auszeichnungen:
- Air Force Distinguished Service Medal
- Legion of Merit
- Meritorious Service Medal
- Army Commendation Medal
- Air Force Achievement Medal
- Southwest Asia Service Medal
- Kuwait Liberation Medal (Saudi-Arabien)
- Kuwait Liberation Medal (Kuwait)